# 広島市立原南小学校
広島市立原南小学校（ひろしましりつ はらみなみしょうがっこう）は、広島県広島市安佐南区西原二丁目にある公立小学校。

## 概要
安佐南区の南部、西原地区の住宅街にある小学校。児童数は511名（2019年4月現在）。
周辺の原小学校や長束小学校が児童数の増加により手狭となったために新設分離して創立された学校である。

## 沿革
- 1976年（昭和51年）4月1日 - 創立

## 学区
学区内には国道54号（祇園新道）と国道183号（可部街道）が通る。
- 広島市安佐南区
  - 長束一丁目
  - 西原二丁目
  - （原小学校区を除く）西原一丁目、同三丁目、同四丁目

出典は次の通り。

## 交通アクセス
- アストラムライン祇園新橋北駅から徒歩10分。

## 周辺施設
- 広島市立祇園東中学校
- アストラムライン祇園新橋北駅